# Joshua Dun
Joshua William Dun (Columbus, 1988. június 18. –) amerikai zenész. Leginkább a Twenty One Pilots zenei duó tagjaként ismert, Tyler Joseph mellett, dobokkal, ütőhangszerekkel, trombitával és háttérvokálokkal.

## Életrajz
Dun az Ohio állambeli Columbusban született Laura Lee Dun (született McCollum) hospice szociális munkás és William Earl "Bill" Dun fizikoterápiás asszisztens gyermekeként. Két nővére és egy bátyja van.
Dun főleg punkot hallgatott tinédzserkorában. Szülei szigorú szabályokat szabtak arra vonatkozóan, hogy Dun milyen típusú zenét hallgathat. Az üggyel kapcsolatban a következőket mondta: „Az ágyam alá rejtettem az olyan albumokat, mint a Green Day-től a Dookie... Néha megtalálták őket, és nagyon kiakadtak rám. Találtak egy keresztény alternatívát, például a Relient K-t, és arra késztettek, hogy hallgassam inkább őket.”
Dun kezdetben trombitaleckéket vett az iskolában, majd a dobokra fordította figyelmét, és megtanította magát játszani. Az egyik módszer, amelyre Dun hivatkozott, az volt, hogy a megvásárolt lemezei ütemét egy elektronikus dobfelszerelésen imitálta.
Dun három évig dolgozott a Guitar Centerben, ahol megismerkedett a Twenty One Pilots egykori dobosával, Chris Salih-val, aki végül bemutatta neki a leendő bandatársát, Tyler Josephet.

## Karrier

### House of Heroes
2010 márciusában Dun csatlakozott a House of Heroeshoz, miután a banda dobosa, Colin Rigsby szünetet tartott, hogy több időt tölthessen a családjával. Rigsby helyén Dun játszott a zenekar Suburba című albumának számos dalában. Dun a God Save the Foolish Kings kislemez videoklipjében is feltűnik. Részt vett a House of Heroes egyik turnéján is egészen októberig, amikor Rigsby visszatért feladataihoz.

### Twenty One Pilots
Miután felmondott a Guitar Centernél, Dun azt tervezte, hogy a Tennessee állambeli Nashville-be indul, hogy dobkarrierjét beindítsa; azonban megállította a Twenty One Pilots dobosa, Chris Salih, aki felajánlotta neki a helyét a bandában. Első koncertjükön együtt játszott Tyler Joseph-fel, miután Salih és Nick Thomas basszusgitáros elfoglaltságaik miatt elhagyták a csoportot. Egy dalt tudtak eljátszani, mielőtt a rendőrök megjelentek, és feloszlatták a műsort. Dun ezt követően a banda főállású dobosa lett.
Duóként a Twenty One Pilots 2011. július 8-án kiadta a banda második stúdióalbumát, a Regional at Bestet, és 2012 áprilisában szerződött a Fueled by Ramen lemezkiadóval, az Atlantic Records leányvállalatával.
A Twenty One Pilots harmadik stúdióalbuma, a Vessel 2013. január 8-án jelent meg a Fueled by Ramen gondozásában.
A banda negyedik stúdióalbuma, a Blurryface 2015. május 17-én jelent meg, két nappal a tervezett megjelenési dátum előtt. A Twenty One Pilots karrierjének ezen a pontján a banda a Stressed Out című slágerükkel a slágerlisták élére került – a dal videoklipjét Dun gyermekkori otthonában forgatták, és azóta több mint 2,6 milliárd megtekintést kapott a YouTube-on.
Ötödik stúdióalbumuk, a Trench 2018. október 5-én jelent meg. Az album az újonnan felélesztett Elektra Music Group első kiadása volt.
2020. április 9-én a duó új kislemezt adott ki Level of Concern címmel.  A dal szövege utal a szorongásra és aggodalomra a Covid19-világjárvány kezdetekor. Ezenkívül a számhoz tartozó videoklipet Joseph és Dun otthonában forgatták.
2020. december 8-án a Twenty One Pilots kiadott egy karácsonyi dalt Christmas Saves the Year címmel a Tyler Joseph által szervezett Twitch élő közvetítés során.
A duó hatodik stúdióalbuma, a Scaled and Icy 2021. május 21-én jelent meg. A lemez nevét egy logó mellett tették közzé, amelyen a „Shy Away” felirat állt. Az album vezető kislemeze Shy Away néven 2021. április 7-én jelent meg a számhoz tartozó videoklip mellett, amelyet még aznap feltöltöttek a duó YouTube-csatornájára.

## Fordítás
- Ez a szócikk részben vagy egészben  a   Josh Dun című angol Wikipédia-szócikk ezen változatának fordításán alapul.  Az eredeti cikk szerkesztőit annak laptörténete sorolja fel. Ez a jelzés csupán a megfogalmazás eredetét és a szerzői jogokat jelzi, nem szolgál a cikkben szereplő információk forrásmegjelöléseként.